# Micromus vulcanius
Micromus vulcanius is een insect uit de familie van de bruine gaasvliegen (Hemerobiidae), die tot de orde netvleugeligen (Neuroptera) behoort. 
Micromus vulcanius is voor het eerst wetenschappelijk beschreven door Monserrat in 1993.